# 张桂玉
张桂玉（1955年12月—），山东临沭人，汉族，中华人民共和国政治人物、第十二届全国人民代表大会山东地区代表。
毕业于山东省委党校政治学专业。加入中国共产党。担任天元建设集团董事长。2008年起担任全国人大代表。2013年，担任全国人大代表。2018年2月24日，当选为第十三届全国人大代表。